# 家政保健学科
家政保健学科（かせいほけんがっか）は、家政学を基礎とし、衣食住や保健、介護、医療などの保健学分野に関する知識と技術を修得、また研究・開発する学問の分野のことである。

## 概要
- 2012年現在、本学科を有する大学は鎌倉女子大学家政学部のみである[1]。
- 家政学科と保健学科の双方を学ぶ学科であるが、家政学を基本としているため、一般の保健学科のように医療専門職を養成する学科としては設置されていない。
- 養護教諭養成のカリキュラムを併設しているため、保健学に関する一般的知識を学ぶことができる。

## 家政保健学科のある学校
- 鎌倉女子大学 家政学部 家政保健学科